# نيموزين
نيموزين أو منيموسين (باليونانية: Μνημοσύνη) هي إلهة الذاكرة والحفظ في الأساطير الإغريقية، وهي من جبابرة الجيل الأول وأخت كل من ريا، كرونوس، أوقيانوس، تيميس، تيا، تيتياس، كاز، كوريز، هايبريون، ايبتوس، فيوبي، حسب الأساطير الإغريقية فهي ابنة الجبّارَين غايا وأورانوس.
أنجبت نيموزين مع ابن أخوها زيوس تسعة بنات هن الملهمات وهن كاليوبي، كليو، يوتيربي، إراتو، ميلبوميني، بوليهيمنيا، تيربسيكوري، ثاليا، أورانيا.

## التسمية
اسم نيموزين (باليونانية: Μνημοσύνη) (بالاتينية: Mnemosyne) هو اسم مشتق من فعل بالإغريقية يعني "ذاكرة والحفظ " (باليونانية: mnēmē)، (بالاتينية: mnemonic)، ويقال أن فن إستذكار قد أخد إسمه من إلهة نيموزين.

## الأسطورة
حسب ما ذكر ديودور تُنسب لنيموزين القدرة على استدعاء الأشياء إلى الذاكرة وإحياء الذكريات والحفظ، وهذه القوة هي التي أعطتها اسمها في اللغة اليونانية، كما كانت تترأس مجلس أوراكل تروفونيوس في العالم السفلي في بيوتيا.

### ولادتها
وفقاً لهسيودوس، فإن نيموزين ابنة غايا وأورانوس وأخت كل من ريا، أوقيانوس، تيميس، تيا، تيتياس، كاز، كوريز، هايبريون، ايبتوس، فيوبي، وكرونوس قائد الجبابرة و أب وجد آلهة أولمبوس.

### زواج وأولاد
حسب الأساطير الإغريقية فإن زيوس اتخذ شكل بشري و واقع نيموزين لمدة تسع ليالٍ متتالية فأنجبت تسعة بنات الملهمات التسعة (كاليوبي، كليو، يوتيربي، إراتو، ميلبوميني، بوليهيمنيا، تيربسيكوري، ثاليا، أورانيا)

### عبادة
لم تكن نيموزين أكثر الآلهة شعبية، فقد كان موضوع عبادتها ثانوياً في اليونان القديمة حيث تواجدت تماثيلها في مزارات آلهة أخرى، وكثيراً ما تم تصويرها إلى جانب بناتها الملهمات، حيث كان لنيموزين تمثال في ضريح ديونيسوس في أثينا إلى جانب تماثيل الملهمات وزيوس وأبولو، وتمثال مع بناتها الملهمات في معبد أثينا. كانت نيموزين من الآلهة المعبودة في ضريح أسقليبيوس في اليونان القديمة الذي بني حوالي القرن الخامس قبل الميلاد. وصف الرحالة والجغرافي اليوناني باوسانياس عبادة نيموزين في جبل هيليكون في ليفاذيا في كتابه وصف اليونان.

## في أورفكية
في ديانة أورفكية يؤدي الشرب من نهر نيموزين في عالم السفلي إلى توقف عملية تناسخ الأرواح وبالتالي عدم رجوع البشر إلى الحياة في جسد إنسان آخر ويقابله نهر ليثي.

## في ثقافة اليونانية القديمة
تظهر نيموزين في الأسطر القليلة الأولى في العديد من القصائد الملحمية الشفوية فقد ذكرت في كل من الإلياذة وأوديسة حيث يطلب ملقي الملحمة مساعدتها في تذكر القصيدة بدقة. في وقت لاحق، بمجرد أن تجاوزت الأدبيات المكتوبة التلاوة الشفوية للملاحم، أشار أفلاطون في كتابه يوثيديموس إلى التقليد القديم المتمثل في التوسل لنيموزين لتذكر، وكذالك المؤلف المسرحي أريستوفان في مسرحيته ليسستراتي.

## معرض صور

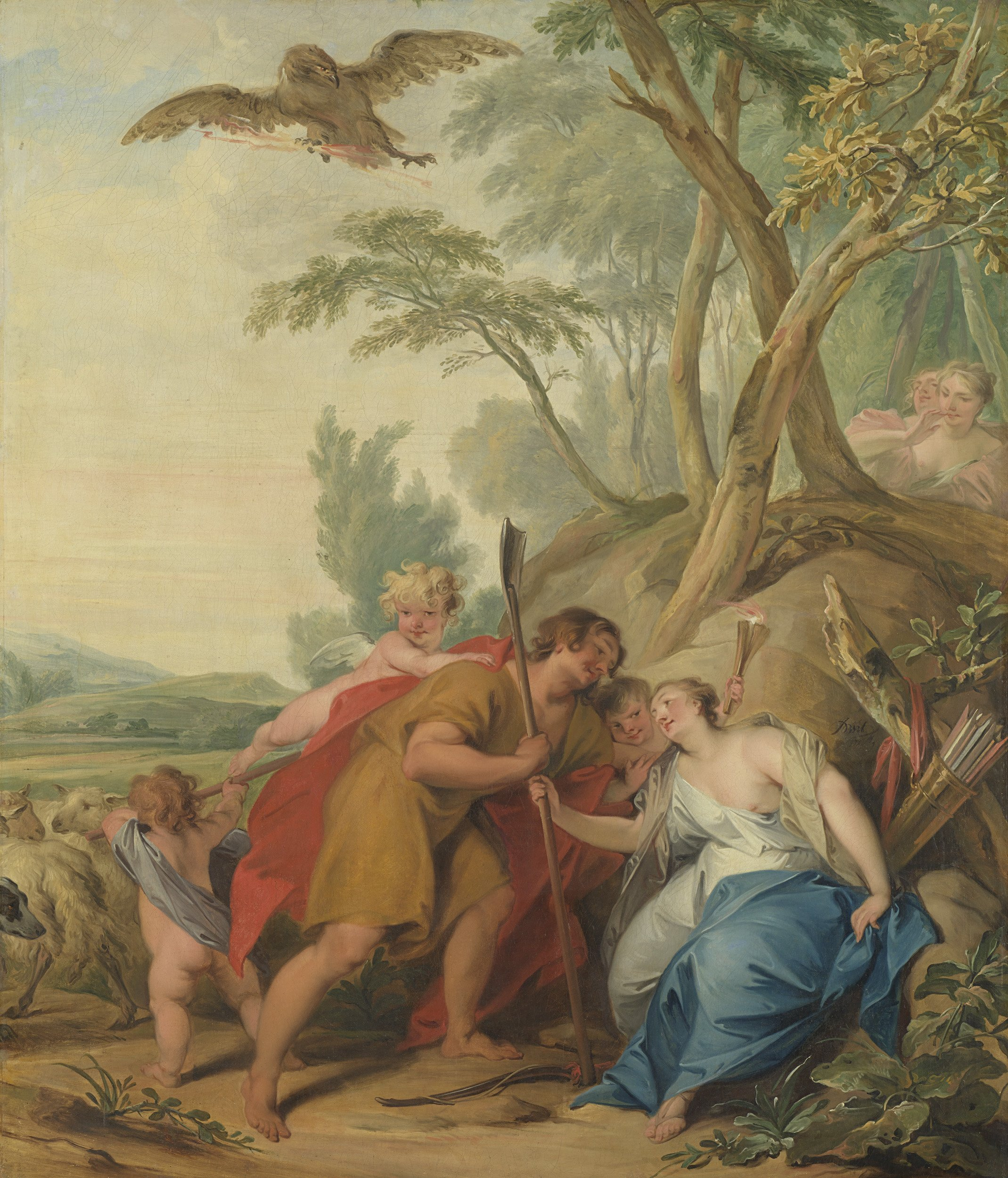
أورانوس و نيموزين في المناظر الطبيعية.
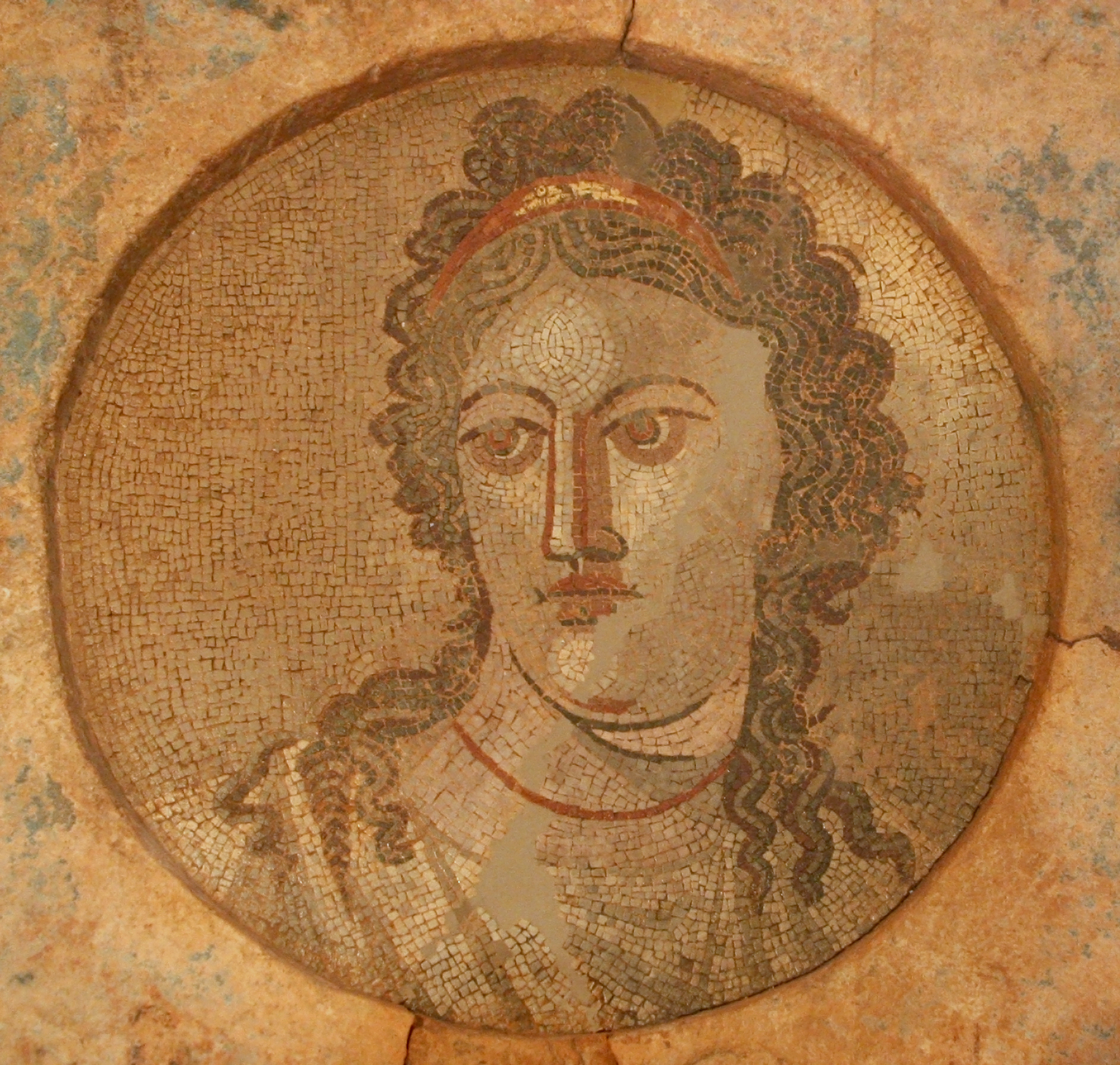
نيموزين على فسيفساء جدار من القرن الثاني ، المتحف الأثري الوطني في تاراغونا.
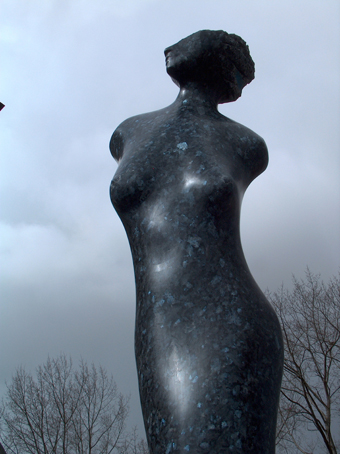
تمثال الغرانيتي لنيموزين
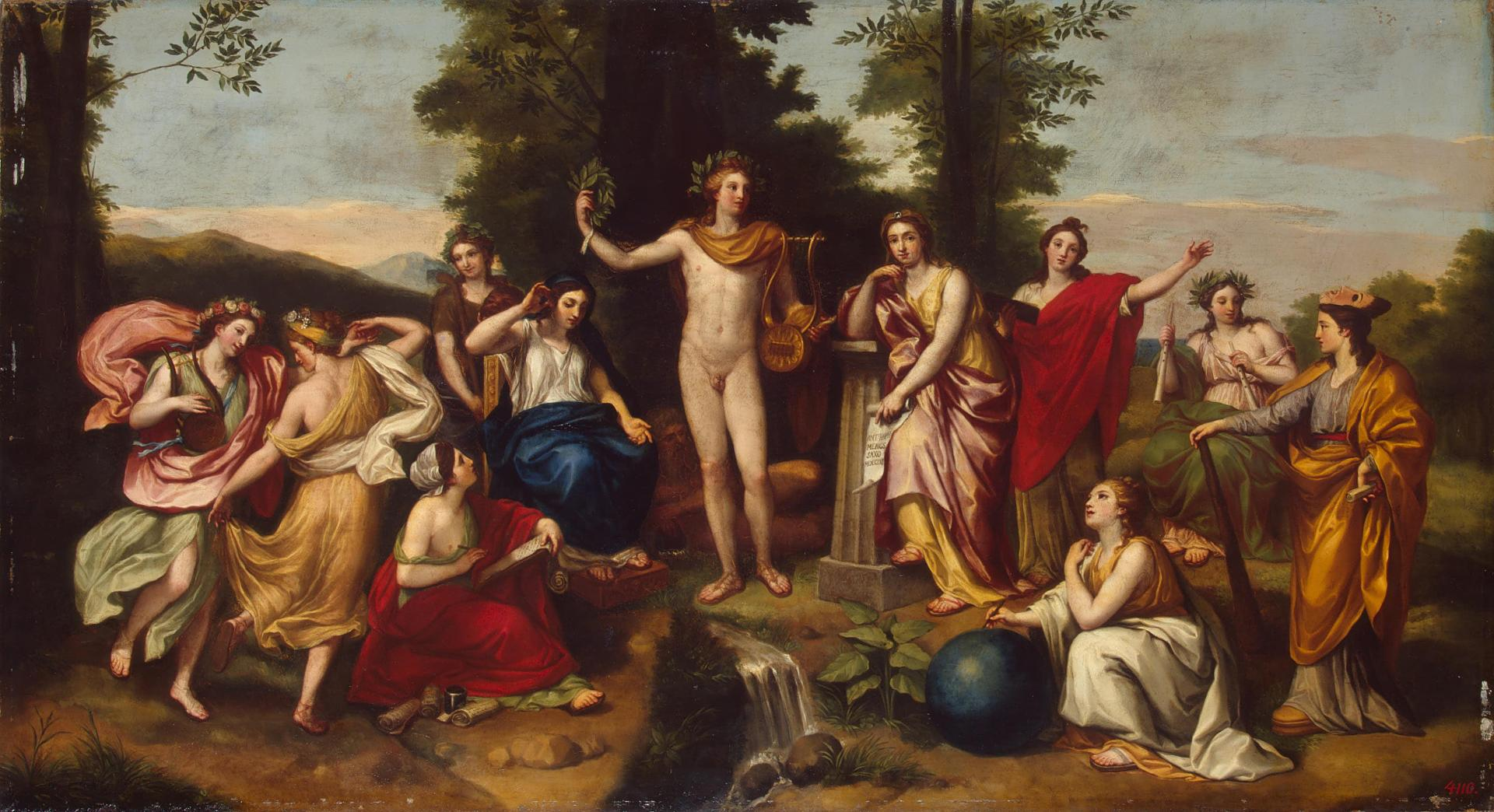
أبولو، نيموزين، و الملهمات التسعة